# ريتشارد كورمان
ريتشارد كورمان (بالإنجليزية: Richard Corman)‏ هو مصور أمريكي، ولد في 1954 في نيويورك في الولايات المتحدة.

## وصلات خارجية
- الموقع الرسمي